# Esperanto reformado
Esperanto reformado fue una versión reformada del Esperanto creada en 1894. Destaca como el único esperantido completo que ha sido creado por el mismo creador original del esperanto, Dr. L. L. Zamenhof. Aunque Zamenhof tenía una marcada preferencia hacia evitar cualquier discusión sobre cambios, fue puesto bajo considerable presión (incluyendo financiera) para responder a las diversas reformas propuestas por otros. De mala gana, decidió presentar él mismo un dialecto reformado y se comprometió a seguir guiando a la comunidad, fueran o no aceptadas las reformas.
Aunque Zamenhof inicialmente se refería a su reforma como un intento sistemático para recrear el lenguaje a la luz de más de seis años de experiencia práctica, muy pocos dentro de la comunidad esperantista de la época las aceptaron en su totalidad. La mayoría votó por rechazar todos los cambios. Zamenhof mismo descartó luego el proyecto entero y se refirió a 1894 como «un año desperdiciado». En 1907, denegó expresamente el permiso de volver a publicar las reformas propuestas a cualquiera que deseara hacerlo. En 1929 Johannes Dietterle citó este rechazo como justificación por haber omitido detalles del proyecto de reforma en su colección de trabajos completos de Zamenhof, Originala Verkaro.
Algunas de las reformas propuestas en 1894, como el reemplazo del plural «-oj» por «-i», la eliminación de los diacríticos y de la concordancia adjetival, se usaron en el proyecto de reforma de lenguaje ido, que se inició en 1907; pero estas reformas no fueron aceptadas por la comunidad esperantista, y el esperanto ha cambiado relativamente poco desde la publicación del Fundamento de Esperanto de Zamenhof en 1905.

## Principales cambios
1. Las letras acentuadas desaparecerían, junto con la mayoría de sus sonidos.
2. La «c» se pronunciaría como la antigua «ŝ» [ʃ]; la «z», como la antigua «c» [ʦ].
3. El artículo definido sería eliminado.
4. El acusativo tendría la misma forma que el nominativo y dependería de la posición para mayor claridad.
5. Un sustantivo plural reemplazaría la terminación «-o» por «-i», en vez de añadir «-j».
6. Tanto los adjetivos como los adverbios tomarían la terminación «-e», serían invariables y dependerían de la posición para mayor claridad.
7. El número de participios se reduciría de seis a dos.
8. La tabla de correlativos se reemplazaría por palabras o frases tomadas de lenguas romances.
9. Las raíces del lenguaje cambiarían para reflejar el nuevo alfabeto.
10. Las raíces del lenguaje no provenientes del latín o lenguas romances serían reemplazadas por tales.

## Ejemplos
El Padre nuestro en esperanto estándar, esperanto reformado e ido, para comparar:
| Esperanto estándar                       | Esperanto reformado                   | Ido                                     |
| ---------------------------------------- | ------------------------------------- | --------------------------------------- |
| Patro nia, kiu estas en la ĉielo         | Patro nose, kvu estén in cielo        | Patro nia, qua esas en la cielo         |
| Via nomo estu sanktigita                 | sankte están tue nomo                 | tua nomo santigesez                     |
| venu Via regno                           | venan reksito tue                     | tua regno advenez                       |
| plenumiĝu Via volo                       | están vulo tue                        | tua volo facesez                        |
| kiel en la ĉielo, tiel ankaŭ sur la tero | kom in cielo, sik anku sur tero       | quale en la cielo tale anke sur la tero |
| nian panon ĉiutagan donu al ni hodiaŭ    | pano nose omnudie donan al nos hodiu  | donez a ni cadie l'omnadiala pano       |
| kaj pardonu al ni niajn ŝuldojn          | e pardonan al nos debi nose           | e pardonez a ni nia ofensi              |
| kiel ankaŭ ni pardonas al niaj ŝuldantoj | kom nos anku pardonen al nose debenti | quale anke ni pardonas a nia ofensanti  |
| kaj ne konduku nin en tenton             | ne kondukan nos versu tento           | e ne duktez ni aden la tento            |
| sed liberigu nin de la malbono           | sed liberigan nos de malbono          | ma liberigez ni del malajo              |

La versión reformada utiliza las raíces revisadas por Zamenhof.